# Алексахина, Анна Савельевна
А́нна Саве́льевна Алекса́хина (урождённая Рвачёва) (12 июня 1886—1955, Кунцево) — первая в СССР женщина, удостоенная звания «Мать-героиня».

## Биография
Анна Савельевна Алексахина, в девичестве Рвачёва, родилась 12 июня 1886 года в Рязанской губернии.
В 1930-х годах Анна Алексахина жила в посёлке Мамонтовка Московской области, где жили строители канала «Москва—Волга».
Первенец (Алексей) в семье Алексахиных родился в 1909 году. В 1911 году появилась на свет Анастасия, в 1912 — Александр, в 1914 — Софья, в 1916 — Иван[а остальные?]. В 2006 году в живых оставался самый младший из детей — Евгений, который жил в Мамонтовке.
Скончалась в 1955 году в возрасте 69 лет от рака лёгких. Похоронена на Кунцевском кладбище Москвы.

## История
Первое присвоение почётного звания «Мать-героиня» было произведено Указом Президиума Верховного Совета СССР от 27 октября 1944 года. Среди четырнадцати женщин, удостоенных этим Указом звания, орден «Мать-героиня» № 1 и Грамота Президиума ВС СССР № 1 были вручены Алексахиной Анне Савельевне, воспитавшей 12 детей (десять сыновей и двух дочерей). Награда была вручена ей в Кремле 1 ноября 1944 года из рук Михаила Калинина.
Восемь её сыновей ушли на фронт Великой Отечественной войны, четверо из них погибли.
Семейная реликвия — орден «Мать-героиня» № 1 — хранится в Историческом музее Москвы.

## Дети
- Алексей Федорович Алексахин (1909 - ??.08.1941) - Красноармеец. Служил в 111 стрелковом полку 55 стрелковой дивизии. Пропал без вести(погиб) на Западном фронте в августе 1941[5].
- Анастасия Федоровна Алексахина (1911 - ?) - Со своей сестрой в годы войны перебрались в Кунцево, устроились на мебельную фабрику полировщицами[1].
- Александр Федорович Алексахин (1912 - ??.04.1942) - Сержант пехоты. Служил в 611 стрелковом полку 23 гвардейской стрелковой дивизии. Пропал без вести(погиб) в Карелии[1][6].
- Софья Федоровна Алексахина (1914 - ?) - Со своей сестрой в годы войны перебрались в Кунцево, устроились на мебельную фабрику полировщицами[1].
- Иван Федорович Алексахин (1916 - до 2006) - Лейтенант войск связи. Служил в 1126 стрелковом полку 334 стрелковой дивизии, 109 отдельном батальоне связи 124 стрелкового корпуса, 17 стрелковой дивизии, 108 запасном стрелковом полку 33 запасной стрелковой дивизии. В 1942 под Москвой попал под бомбёжку и был засыпан землёй. Откопали контуженным, посчитали мертвым, домой было выслано извещение о смерти. Однако семья вскоре получила от него письмо. В 45-м, перед самой победой, на Ивана пришла вторая ложная похоронка. За время войны отличился умелой расстановкой личного состава в боях за освобождение Польши и штурме Кёнигсберга. После войны устроился электромонтером на Московский радиотехнический завод. Затем уехал в родной поселок Б.-Озеро в Сараевском районе. Похоронен в Тверской области, Селижаровского района, село Шуваево; Ленинградская область., Киришский район, деревня Бор. Награждён такими орденами и медалями как: Орден Красной Звезды, Орден Отечественной войны I степени, Орден Отечественной войны II степени, Медаль «За оборону Москвы», Медаль «За победу над Германией в Великой Отечественной войне 1941—1945 гг.», Медаль «За боевые заслуги»[1][4][7].
- Георгий Федорович Алексахин (1921/1922 - 1943) - Танкист. Сгорел в танке на Курской дуге[1].
- Николай Федорович Алексахин (1922 - после 06.04.1985 до 2006) - Служил на Тихоокеанском флоте, войну закончил старшиной первой статьи. В послевоенные годы стал электриком в Филёвском автобусно-троллейбусном парке. Награждён такими медалями и орденами как: Медаль «За победу над Японией», Медаль Нахимова, Орден Отечественной войны II степени[8][1].
- Валентин Федорович Алексахин (23.01.1924 - после 06.04.1985 до 2006) - Шофер.  В войну перебрасывал продовольствие и боеприпасы в Ленинград. После войны устроился работать слесарем-сборщиком на вертолётный завод в Люберцах. Проживал в д. Сараево Ухоловского района ( так указано в наградных документах, скорее всего, имеется в виду поселок Сараи). Награждён такими медалями и орденами как: Медаль «За победу над Германией в Великой Отечественной войне 1941—1945 гг.», Медаль «За оборону Ленинграда», Медаль «За боевые заслуги», Орден Отечественной войны II степени[1][4][9].
- Сергей Федорович Алексахин (? - 1941) - Погиб на Западном фронте в первые месяцы войны.
- Михаил Федорович Алексахин - Шофер. Участник обороны Москвы. Дошёл до Берлина. После войны проживал в селе Пироги Коломенского района Московской области.
- Евгений Федорович Алексахин (1936 - после 2006) - Всю жизнь проработал бригадиром слесарей-сборщиков на мамонтовском заводе "Росдормаш". За многолетний труд награждён орденом Трудового Красного Знамени, ему присвоено почётное звание Заслуженный машиностроитель РСФСР.

## Награды
- Звание «Мать-героиня» (№ 1).